# アベンジャーズ (2012年の映画)
『アベンジャーズ』（原題: Marvel's The Avengers）は、マーベル・コミックの同名のスーパーヒーローチームをベースにした、2012年のアメリカのスーパーヒーロー映画である。マーベル・スタジオが製作し、ウォルト・ディズニー・スタジオ・モーション・ピクチャーズが配給する、「マーベル・シネマティック・ユニバース」（MCU）の第6作である。ジョス・ウェドンが監督・脚本を務め、ロバート・ダウニー・ジュニア、クリス・エヴァンス、マーク・ラファロ、クリス・ヘムズワース、トム・ヒドルストン、サミュエル・L・ジャクソンらが出演する。
MCUのフェーズ1の最後の作品として、2012年4月11日にロサンゼルスでプレミア上映され、5月4日に米国で公開された。ウェドン監督の演出・脚本、視覚効果、アクションシーン、演技、音楽などが高く評価され、視覚効果の功績が認められてアカデミー賞(視覚効果賞 )やBAFTA賞にノミネートされるなど、数多くの賞やノミネートを獲得した。全世界で15億ドル以上の興行収入を記録し、数々の興行記録を打ち立て、歴代3位の興行収入と2012年の最高興行収入を記録するとともに、マーベル作品として初めて10億ドルのチケット売上を達成した。2017年、『アベンジャーズ』は、エンパイア誌の投票で、史上最高の映画100本のうちの1本として取り上げられた。『アベンジャーズ/エイジ・オブ・ウルトロン』（2015年）、『アベンジャーズ/インフィニティ・ウォー』（2018年）、そして『アベンジャーズ/エンドゲーム』（2019年）の3つの続編が公開されている。

## ストーリー
神々の国アスガルドから宇宙空間に飛ばされたロキは、そこで遭遇した宇宙人種族チタウリのリーダー　ジ・アザーと地球に侵攻することで手を組む。
地球では、国際平和維持組織S.H.I.E.L.D.長官のニック・フューリーが、部下のマリア・ヒルとともに、緊急事態に陥っている研究施設を訪れていた。そこでは、エリック・セルヴィグ博士が研究を進めていた、無尽のエネルギーを秘めた謎の物体、四次元キューブが暴走を始めていた。そこに突如ワームホールが開き、ロキが降臨する。ロキは手にしたセプターでセルヴィグやクリント・バートン（ホークアイ）の心を操り、味方にしてしまった。彼らはキューブを奪い、施設から脱出する。
世界滅亡の危機を前に、フューリーはヒーローたちの最強チーム「アベンジャーズ」を結成することを決意した。女スパイのナターシャ・ロマノフ（ブラック・ウィドウ）はインド・コルカタに派遣され、そこで医師として働き身を潜めていたブルース・バナー博士（ハルク）に協力を要請する。S.H.I.E.L.D.のエージェント、フィル・コールソンは、ニューヨークのスターク・タワーを訪れ、トニー・スターク（アイアンマン）にセルヴィグの研究資料を手渡す。フューリーは、70年の眠りから覚めたスティーブ・ロジャース（キャプテン・アメリカ）に対して、「世界を救え」と説得した。
程なくしてドイツ・シュトゥットガルトに現れたロキは、駆けつけたスティーブ、トニー、ナターシャと対峙するが、あっけ無く降参する。その隙に、バートンはキューブの安定化に必要なイリジウムを盗んでいた。ロキの義兄、ソーはロキに地球侵略を諦めてアスガルドに戻るよう説得するがかなわず、仕方なくトニーとスティーブに従ってS.H.I.E.L.D.の空飛ぶ空母ヘリキャリアの中にある独房にロキを閉じ込めた。科学者のバナー博士とトニーは、キューブの位置を特定しようとする。
S.H.I.E.L.D.がキューブの秘められた力を地球外生命体からの攻撃への抑止力として利用しようとしていることを知ったアベンジャーズは激論となり、仲間割れを起こす。その間、ロキに操られたバートンと傭兵たちはヘリキャリアを急襲し、エンジンを爆破し航行不能に陥らせようとしていた。トニーとスティーブは協力して停止したエンジンを再起動させようとする。バナー博士は爆発の衝撃で我を忘れて凶暴なハルクに変身し、ナターシャを襲うが、ソーが間一髪それを食い止める。バートンはナターシャとの激しい格闘戦の末に倒されて、ロキのマインド・コントロールから解放された。独房から抜け出したロキは駆けつけたソーを代わりにそこに閉じ込めると、駆けつけたコールソンを刺し殺し、さらにソーを独房ごと空飛ぶ空母から地上に投げ出した。そのまま、ロキは首尾よくヘリキャリアからの脱出に成功する。ハルクは自分を狙ったS.H.I.E.L.D.の戦闘機を攻撃しようとして地上へと落下してしまった。
S.H.I.E.L.D.はコールソンを失ったが、その死をきっかけにアベンジャーズは結束する事となる。トニーとスティーブは、ロキの目的がアベンジャーズの打倒にとどまらず、自身の力を見せ付けて地上に君臨することであると気付く。ロキはキューブとセルヴィグが作った装置を使ってスターク・タワーの真上にワームホールを開くと、チタウリの艦隊を呼び寄せ、ついに攻撃を開始した。
反撃するアベンジャーズであるが、チタウリの波状攻撃にてこずる。スティーブ、トニーとソーは、バートンの助けも借りて、ニューヨーク市民を安全な地下に避難させる。再びバナー博士はハルクに変身し、ロキを追い詰め、滅多打ちにした。スターク・タワーの屋上に到達したナターシャは、ロキのセプターを使えばワームホールを閉じられることを目が覚めたセルヴィグから教えられる。一方、フューリーの上官たちは侵略を食い止めるためにマンハッタンに核ミサイルを打ち込むことを決定していた。トニーは発射された核ミサイルに飛び乗り、無理やり進行方向を曲げてワームホールを通してしチタウリの艦隊へと向かわせる。ミサイルがチタウリの母艦に命中すると、地上にいるチタウリの兵士たちが動かなくなった。アーマーのパワー切れでトニーはニューヨークの街に落下するが、地表に激突する寸前でハルクが受け止める。ワームホールはナターシャの手で完全に閉じられた。平和な日常に戻り、ソーはロキとキューブとともにアスガルドに帰った。アベンジャーズは再び必要とされる時に必ず戻ってくる、とフューリーがヒルに語った。
主要クレジットが流れた後、ジ・アザーが主であるタイタン人のサノスに、うかつに地球に手を出せば、死を招く結果になる危険性を訴えるが、サノスはアベンジャーズに興味を持つように不適な笑みを浮かべていた。全クレジットが流れた後、アベンジャーズがシャワルマ専門店で黙々とシャワルマを食べるシーンがある。

## 登場人物・キャスト

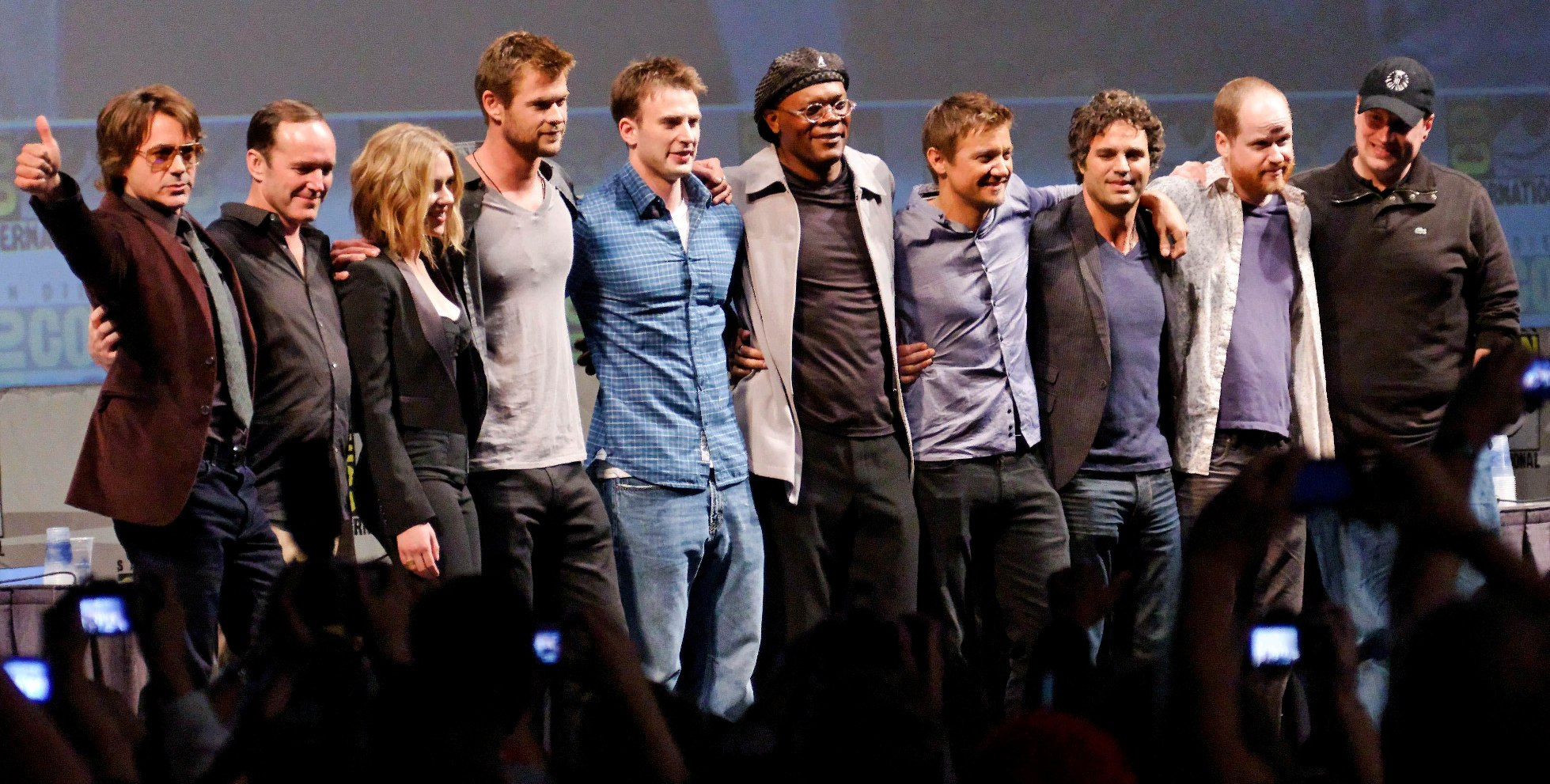
2010年のコミコン・インターナショナルでの『アベンジャーズ』キャスト勢、ジョス・ウェドン、ケヴィン・ファイギ。

トニー・スターク / アイアンマン
演 - ロバート・ダウニー・Jr、日本語吹替 - 藤原啓治
大富豪の天才発明家にして慈善家。自社の兵器がテロに使われたことを知り兵器製造から撤退し、テロと戦うべく自身が開発した最新鋭のパワードスーツを装着し、“アイアンマン”として戦う。本作では、さまざまな役割を持って活動するが、相手を茶化す態度やフューリーとS.H.I.E.L.D.への不信感から他のヒーローの不興を買い、内部分裂まで引き起こすトラブルメーカー的な側面も見せる。
日本でのキャッチコピーは「ありえないほど《天才》」。ダウニー・Jrは『アイアンマン2』、『アベンジャーズ』を含む4つの作品に出演する契約をマーベル・スタジオと交わした。
スティーブ・ロジャース / キャプテン・アメリカ
演 - クリス・エヴァンス、日本語吹替 - 中村悠一
第二次世界大戦中に秘密結社“ヒドラ”を壊滅させ、母国アメリカを救った末に北極海で消息を絶ち、現代に復活した伝説の超人兵士。本作では、持ち前の指揮能力の冴えと卓越した戦闘能力、抜群のリーダーシップでアベンジャーズの指揮官を務める。
日本でのキャッチコピーは「ありえないほど《正義》」。エヴァンスはマーベル映画、3作品への出演契約を交わした。
ブルース・バナー / ハルク
演 - マーク・ラファロ、ハルクの声 - ルー・フェリグノ、日本語吹替 - 宮内敦士
キャプテン・アメリカを誕生させたスーパーソルジャー計画の再現実験の際にガンマ線を大量に浴びたことにより、怒りなどの感情の高ぶりで緑色の大男“ハルク”と化す体質となった天才生物学者。本作ではナターシャからの依頼を受けてS.H.I.E.L.D.に協力し、トニーと共にテッセラクト捜索の任務にあたる。
日本でのキャッチコピーは「ありえないほど《豹変》」。ラファロはマーベルとエドワード・ノートンの交渉が決裂した後に出演が決まった。またラファロによると、これまでのようなCGIではなく、『アバター』のストップ・アクション、モーションキャプチャによって自分自身がハルクを演じる。
ソー
演 - クリス・ヘムズワース、日本語吹替 - 三宅健太
北欧神話の雷神“トール”のモデルであり、神々の国“アスガルド”の王・“オーディン”の息子にして、最強の雷神。本作では義弟のロキとの関係性が物語の重要なファクターとなっており、彼と戦うことになっても倒すのではなく、改心させてアスガルドに連れ帰ろうとする姿勢を一貫し、偶然出会ったトニーたちと衝突しながらも、アベンジャーズの中心メンバーとして活躍することになる。
日本でのキャッチコピーは隆々とした筋肉や天をも操ってしまう神業にちなんで、「ありえないほど《豪快》」。ヘムズワースは複数の映画出演契約を交わしたヘムズワースとジョス・ウェドンが同じ作品に係わるのは『キャビン』に続いて二度目である。ヘムズワースによると、『マイティ・ソー』での役作りのために多くの鶏肉、魚、ステーキ、卵を摂取しており、「僕の体重はほとんどタンパク質だよ!」と冗談にした。
ナターシャ・ロマノフ / ブラック・ウィドウ
演 - スカーレット・ヨハンソン、日本語吹替 - 米倉涼子
S.H.I.E.L.D.のエージェントにして、世界最強の女スパイ。本作ではアベンジャーズ結成のために尽力し、自らもチームの一員として強大な敵に立ち向かう。また、ロキによって彼女の過去の一端も明かされる。
日本でのキャッチコピーはセクシーさを強調した衣装から、「ありえないほど《妖艶》」。ヨハンソンによると、ブラック・ウィドウは、ホークアイとともにスーパーパワーのない登場人物ではあるが、アベンジャーズの一員であることにかわりなく、紅一点ではあるものの、単なるお飾りではない、戦う登場人物だという。また、本作では、「彼女の知られざるダークな過去も垣間見ることができる」といい、ヨハンソンはそのようなダークな部分に魅力を感じていた。
クリント・バートン / ホークアイ
演 - ジェレミー・レナー、日本語吹替 - 宮迫博之
S.H.I.E.L.D.のエリート・エージェントにして地上最強の射手として知られる弓術の名人。
物語序盤に現れたロキによって洗脳され、テッセラクト強奪や、イリジウムの奪取に、ヘリキャリア襲撃の片棒までを担ぐこととなり、洗脳が解けるとロキへのリベンジを願い、アベンジャーズに参加。持ち前の弓捌きでサポートに徹する。
日本でのキャッチコピーは「ありえないほど《俊敏》」。レナーはこの役は非常な身体能力を要求するものであり、身体トレーニングとアーチェリーの練習で出来る限りの準備をしていると述べた。
ロキ
演 - トム・ヒドルストン、日本語吹替 - 平川大輔
北欧神話に登場する悪戯の神“ロキ”のモデルであり、本作のメインヴィランでもある邪神にしてソーの義弟。かつて自身の野望を妨げられ、宇宙の彼方に消えていったが、その際に出会ったジ・アザーと結託。ソーへの復讐とアスガルドの王位獲得のため、テッセラクトを奪取しチタウリを率いて地球侵略を企む。その一方でヒーローたちやコールソンに一本取られてしまう場面も多い。
ヒドルストンはロキが抱く野望に関して、実在した独裁者と同じで、人類に彼を崇めさせることによって、争いがなくなり、ある種の平和をもたらすことができると考えており、同時に自尊心を満たすために無限のパワーを追い求めているのだと語った。
フィル・コールソン
演 - クラーク・グレッグ、日本語吹替 - 村治学
さまざまな作戦を監督するS.H.I.E.L.D.のエージェント。本作ではロキに勇敢に立ち向かうも返り討ちにあい、それまでばらばらだったアベンジャーズを一致団結させるきっかけとなる重要な役柄を担う。
グレッグはマーベルと複数の映画出演契約を交わした。その生死は不明のまま終わっていたが、後にスピンオフ作品のテレビドラマ『エージェント・オブ・シールド』の主役として再登場する。
コールソンがキャプテン・アメリカのファンであるという設定はウェドンのアイデアである。
マリア・ヒル
演 - コビー・スマルダーズ、日本語吹替 - 本田貴子
S.H.I.E.L.D.副長官を務めるエージェントで、フューリーと緊密に行動する。
未製作となった『ワンダー・ウーマン』の映画でもウェドンが一度候補に挙げていたスマルダーズは、モリーナ・バッカリンなどを含む数人の候補の中からこの役に選ばれた。彼女は計9本の映画への出演契約を結んだ。
ヴァージニア・“ペッパー”・ポッツ
演 - グウィネス・パルトロー、日本語吹替 - 岡寛恵
“スターク・インダストリーズ”の現CEOで、トニーの恋人。トニーと仲睦まじくスターク・タワー開発に勤しむが、彼がコールソンからの依頼を受けると、それに応えるよう促し、自身はワシントンD.C.に出張する。
J.A.R.V.I.S.
声 - ポール・ベタニー、日本語吹替 - 加瀬康之

ジ・アザー
演 - アレクシス・デニソフ、日本語吹替 - 谷昌樹
チタウリのリーダー。本作でロキにテッセラクト奪取を指示した張本人で、チタウリに絶対の自信を持つ。
実は後の『MCU』作品に登場する黒幕のサノスの忠実な側近であり、尊敬するサノスのためなら、あらゆることを実行する程忠誠を誓っている。
ゲオルギー・ルチコフ
演 - イエジー・スコリモフスキ、日本語吹替 - 小島敏彦
ロシア人スパイ。廃墟でナターシャを椅子に縛り上げて拷問する。
ハインリヒ・シェーファー
演 - ディーター・リーズレ
シェーファー警備会社のオーナーである原子核物理学者。イリジウムを欲するロキに襲われる。
ジャスパー・シットウェル
演 - マキシミリアーノ・ヘルナンデス、日本語吹替 - 丸山壮史
S.H.I.E.L.D.エージェント。本作ではヘリキャリアのブリッジのオペレーターを務める。
エリック・セルヴィグ
演 - ステラン・スカルスガルド、日本語吹替 - 金子由之
ソーの友人の天文学者。フューリーの依頼により、NASAの研究施設でクリントの監視の下、テッセラクトを研究していたが、出現したロキに洗脳されてしまい、テッセラクトとイリジウムを組み込んだワームホール発生装置を完成させてしまう。
ニック・フューリー
演 - サミュエル・L・ジャクソン、日本語吹替 - 竹中直人
S.H.I.E.L.D.長官。ロキに奪われたテッセラクトを取り戻すためにヘリキャリアの運用と、アベンジャーズ計画を発動させるも、“P.E.G.A.S.U.S.計画”の秘匿が公になったことでヒーローたちの不和を生み、瓦解寸前に追い込んでしまう。
日本でのキャッチコピーは「ありえないほど《凄腕》」。ジャクソンは『マイティ・ソー』、『キャプテン・アメリカ/ザ・ファースト・アベンジャー』などを含む9作品に同キャラクター役での出演契約を交わした。役作りではタフガイになるよう、千葉真一が演じた柳生十兵衛のキャラクターを取り入れている。
サノス
演 - ダミオン・ポアチエ
ミッド・クレジットシーンに登場。
これ以外には、『マイティ・ソー』のヒロインであるジェーン・フォスター役のナタリー・ポートマンは写真のみの登場であった。また、ハルクが落下して激突する廃墟の警備員としてハリー・ディーン・スタントン（吹替：松岡文雄）がそれぞれカメオ出演した。マーベル映画にカメオ出演することで有名な共同原作者スタン・リー（吹替：広瀬正志）は、映画終盤のニュースのインタビュー映像に台詞付きで登場した。商品がアイアンマン・アーマー マーク7の装着に必要なアイテムに採用されたアーク・クエスト社長の小松克巳も妻子とともに出演した。ヘイリー・アトウェル（吹替：園崎未恵）演じる、年老いたペギー・カーターがキャプテン・アメリカに再会するシーンは上映時間の都合でカットされた。

## 設定・用語

### 武装・アイテム

#### ヒーローたちの装備
アイアンマン・アーマー
トニー・スターク/アイアンマンが装着するパワードスーツ。本作ではマーク6と7の2着が登場する。
キャプテン・アメリカの装備
トレードマークである“キャプテン・アメリカの盾”、“アベンジャーズ・ユニフォーム”を装備する。

ムジョルニア
ソーが愛用する“全能のハンマー”。本作ではハルクもこれを持ち上げようとしたが、叶わなかった。
ブラック・ウィドウの武器
万能リストバンドの“ウィドウズ・バイト”や、グロック26を駆使する。

ホークアイの武器
万能矢の“トリック・アロー”と、対となる特殊機能付きリカーブボウ、H&K P30を駆使する。

ダガーナイフ
ナターシャやクリントが使用する、接近戦用の武器。

#### その他の武器・アイテム
テッセラクト
比類なきエネルギーや微弱なガンマ線を発し、“インフィニティ・ストーン”の一つである空間を司る力を持つ“スペース・ストーン”を内包する青白い立方体。本作ではS.H.I.E.L.D.がP.E.G.A.S.U.S.計画実行のため、かつてのヒドラと同様に、これを最新の強力兵器のエネルギーとして応用して研究されていたがロキに強奪され、ワームホール発生装置の動力源として利用される。
セプター
テッセラクトと同じ、インフィニティ・ストーンの一つである思考・精神を司る力を持つ“マインド・ストーン”を穂先の青い容器に内包する杖/槍。
ジ・アザーからロキに与えられ、彼の武器として使用される。
イリジウム
シェーファーが保有していた、隕石に含まれ反陽子を作れる希少金属。
デストロイヤーキャノン
かつてロキがニューメキシコに送り込み、ソーが破壊したアスガルドの人型兵器“デストロイヤー”の残骸をS.H.I.E.L.D.が回収し、そこから得たデータを元に試作した、強力光弾を放つ大型銃火器。ロキに対処するためコールソンに持ち出された。
チタウリの武器
キャノン砲
指向性エネルギー砲。
長距離用ライフル
先端に光る刃と銃口が付いた戦根。
グレネード
携帯端末のような形状の手榴弾。
銃火器
特筆が無いものは、S.H.I.E.L.D.の兵士たちが使用（ロキに操られた兵士たちを含む）。
- ハンドガン

- グロック19 - マリアが愛用するほか、ニューヨーク市警の警官たちも使用する。
- S&W M&P フューリーが愛用する。
- マカロフ PM - ルチコフの側近が所持する。
- グロック17

- サブマシンガン

- クリス ヴェクター
- H&K UMP

- ショットガン

- レミントンM870 - ニューヨーク市警の警官たちが使用する。
- サイガ12K

- ライフル

- M4A1 - S.H.I.E.L.D.のほか、米国陸軍の市民予備兵部隊も使用する。
- ノベスキー N4・ディプロマット - スティーブもロキに操られた兵士たちが装備していたものを奪って使用する。
- AKM - ロキに操られた兵士たちのほか、ルチコフがナターシャを捕らえていた廃屋にも置かれている。
- マイクロ・ガリル
- SIG SG552
- ステアーAUG A3
- H&K G36C

- 重機関銃

- ブローニングM2HB - アメリカ陸軍の市民予備兵部隊が使用する。

- 軽機関銃

- M249 パラトルーパー

- 擲弾発射器

- RPG-7 - フューリーがこれを用いてF-35Bを1機撃墜する。
- Mk19 自動擲弾銃 - アメリカ陸軍の市民予備兵部隊が使用する。
- ホーク MM-1

手榴弾
- 閃光弾

### テクノロジー・ビークル
J.A.R.V.I.S.（ジャーヴィス）
トニー/アイアンマンをサポートする、実体を持たない“電脳執事”たる人工知能。
虹彩スキャナー
クリントとロキがシェーファー警備会社からイリジウムを奪取するために使用したツール。
ワームホール発生装置
ロキがセルヴィグたち複数の科学者や技術スタッフを操って造らせた、空中にワームホールを開くための装置。
ヘリキャリア
S.H.I.E.L.D.が誇る秘密基地にして、高空を飛行可能な要塞空母。本作ではテッセラクトとロキの捜索のために、フューリーの指示で稼働し、ヒーローたちを集結させるなど、物語中盤の主な舞台となる。
クインジェット
S.H.I.E.L.D.が保有する特殊航空機。人員の移動や輸送から戦闘任務まで、幅広く運用される。
F-35B
ヘリキャリアの艦載機として登場する戦闘機で、本作では最低でも3機分の運用が確認できる。
1機目はヘリキャリア内でソーの援護としてハルクにGAU-17/Aを発砲するが通用せず、逆に飛びかかってきたハルクに空中で分解されてしまった。
2機目と3機目は世界安全保障委員会からの指示を受け、核搭載機としてヘリキャリアから発艦を試みた結果、2機目はフューリーに撃墜されたものの、3機目は発艦に成功し、戦場となったニューヨークに核ミサイルを発射してしまう。
チタウリのビークル
チャリオット
チタウリの多くが使用する小型の飛行馬車。
母艦
ワームホールの彼方の宇宙空間に待機していたチタウリの戦艦。

#### その他のビークル
- アキュラ・NSXコンセプト - 物語のラストでトニーの愛車として登場し、ブルースも同乗する。
- FXSBブレイクアウト - 物語のラストでスティーブの愛車として登場する。
- タイガーデイトナ - クライマックスでブルースが自分を介抱した老人から本車両を借りて、ニューヨークに駆けつける。
- アキュラ・TL UA8型 - 物語のラストでクリントの愛車として登場し、ナターシャも同乗したほか、冒頭のカーチェイスでS.H.I.E.L.D.の車両としても運用される。

S.H.I.E.L.D.
- アキュラ・MDX YD2型
- ハンヴィー - S.H.I.E.L.D.のほか、アメリカ陸軍も運用する。
- ハマー H3T - 冒頭でロキに操られたクリントが運転し、ロキやセルヴィグも同乗する。
- ジープ J8 - 冒頭でマリアがロキらを追跡するために運転する。
- ノースウェスタン JG-75
- M35 2.5tトラック
- アグスタ A109 - 冒頭でフューリーとマリアが本機でNASAの施設に降り立つ。
- ダッソー/ドルニエ アルファジェット A
- AV-8B ハリアー II - ヘリキャリアの格納庫内に駐機されており、ソーと肉弾戦を繰り広げるハルクが本機に激突し、破りとった主翼の一部をソーへ投げつける。

ニューヨーク市警
- シボレー・インパラ9C1
- ポリスインターセプター

この他にも、ペッパーが乗り込むスターク社のビジネスジェットとして、ピアッジョ P.180 アヴァンティに酷似した民間航空機がクライマックスに登場する。

### 種族・生物
チタウリ
本作のヴィランである、外宇宙のヒューマノイド型種族で、指揮官のコマンダーと一般兵のソルジャーが登場する。
クライマックスで発生したワームホールから現れてニューヨーク市街を総攻撃し、迎え撃つアベンジャーズを圧倒的な数と兵力で疲弊させていく。
チタウリ・ソルジャー
チタウリの一般兵。青いアクセントが配色された装甲と丸いヘルメットを身につけている。
チタウリ・コマンダー
チタウリの指揮官。金色に配色されソルジャーよりも多い装甲と、異なる形状のヘルメットを身につけている。
リヴァイアサン
チタウリの戦力である外宇宙の巨大生物。チタウリと同様に複数体存在し、アベンジャーズの手を焼かせる。

### 組織・計画・委員会
S.H.I.E.L.D.
MCUの各作品の多くに登場する、国際平和維持組織。本作ではP.E.G.A.S.U.S.計画を極秘に進め、その後ロキとテッセラクトの捜索に当たる。
アベンジャーズ計画
『アイアンマン』の頃からフューリーが提唱していた特別チームの編成計画。
P.E.G.A.S.U.S.計画
テッセラクトを研究して得たデータを元に、強力な破壊兵器を開発する極秘計画。
世界安全保障委員会
S.H.I.E.L.D.を管理する役員会。有事の際には、S.H.I.E.L.D.の活動内容に意見し、指示する権限を持つ。
本作に登場する当役員会の中心人物である“ギデオン・マリック”は、『エージェント・オブ・シールド』シーズン3にも登場する。

### 施設・領域

#### アメリカ合衆国
ジョイント・ダーク・エナジー・ミッション・ファシリティーズ
S.H.I.E.L.D.がP.E.G.A.S.U.S.計画のために、テッセラクトの研究活動を行なっていたNASAの研究施設。物語序盤で、テッセラクトが発するエネルギーの暴走により、施設全体に避難命令が発令され、完全崩壊する。
ニューヨーク州・マンハッタン区
スターク・タワー
トニーがエコ事業の一環として、グランド・セントラル駅の北側に隣接させた超高層ビル。
クライマックスでロキに占拠され、セルヴィグによって屋上にワームホール発生装置が設置され、アーク・リアクターのエネルギーも利用された。
アベンジャーズとロキやチタウリらの戦闘で、文字看板や窓ガラスなどが破損してしまったが、物語のラストでトニーとペッパーによって改修が開始される。そして後の『MCU』作品では“アベンジャーズ・タワー”となって登場する。

#### ロシア
ナターシャの出身国。物語の冒頭、ナターシャはこの国の線路沿いの廃墟で、ルチコフらから拷問されかけるが、コールソンからクリントの危機を知らされると、拘束された状態でもルチコフらを簡単に叩きのめしてここを後にする。

#### インド
カルカッタ
インドの西ベンガル州の州都。ブルースは難病に苦しむ人々のためにこの街で医者として密かに活動していたところ、現地の少女の協力を得たナターシャからテッセラクト捜索の依頼を受ける。

#### ドイツ
シュトゥットガルト
プラニー美術館
シュトゥットガルトの中心部を貫くケーニッヒ通り28に位置する美術館。ロキがシェーファーを襲い、自身の障害となるヒーローたちを誘き寄せるために、展覧会の祝賀会会場一帯で猛威を振るって、駆けつけたスティーブやトニーとの戦闘の末に投稿する。
シェーファー警備会社本社屋
イリジウムを保管していた企業の本社屋。ロキに操られたクリントたちと浸入し、イリジウムを奪取する。

### 宇宙
サンクチュアリ
サノスが聖域として居住する、宇宙のとある小惑星帯にある彼の領域。

## 製作

### 企画
2005年4月、マーベル・スタジオCEOのアヴィ・アラドは、メリルリンチの支援の下、パラマウント映画配給で『アベンジャーズ』の映画の自社製作を計画していることを初めて明らかにした。2006年9月、マーベルがウォール街のアナリストにクロスオーバー計画の簡易プレゼンテーションをしたことが確認された。スタジオの計画とは、映画『アベンジャーズ』でキャラクターを合流させる前に観客に慣れ親しんでもらうために、各キャラクターの単独主演映画をそれぞれ公開する事であった。2007年7月、マーベル・スタジオは『インクレディブル・ハルク』の脚本を書いたザック・ペンを雇い、タイトルを『The Avengers』とすることを発表した。ペンは参加を認めたものの、仕事がすぐに始まると信じていなかったと述べた。
2008年1月、マーベルはキャプテン・アメリカ、アントマン、アベンジャーズなどの映画化企画を進めるため、ストライキをしていた全米脚本家組合と合意した。5月、『アイアンマン』の興行の成功後、マーベルは『アベンジャーズ』の公開日は2011年7月を予定していることを発表した。9月、パラマウントはマーベル製作映画5本を世界配給する契約を交わした。この契約は、2005年に交わした、最大10本のマーベル映画を配給するというものを延長した。10月、『アイアンマン2』でアイアンマンを演じたロバート・ダウニー・Jr、ウォーマシーンを演じたドン・チードルが同役で『アベンジャーズ』に出演し、また同映画の監督のジョン・ファヴローも製作総指揮として参加することが発表された。また10月、マーベル・スタジオは『アイアンマン2』、『マイティ・ソー』、『キャプテン・アメリカ/ザ・ファースト・アベンジャー』、『アベンジャーズ』を製作する長期契約をカリフォルニア州マンハッタンビーチのローリー・スタジオズと交わした。また、2008年の『インクレディブル・ハルク』でハルクの声を担当したルー・フェリグノの再登板も決まった。
2009年2月、サミュエル・L・ジャクソンが『アベンジャーズ』を含む複数の映画にニック・フューリー役で出演する契約をマーベルと交わしたことが報じられた。3月、エミリー・ブラントに代わってスカーレット・ヨハンソンが『アイアンマン2』に出演し、『アベンジャーズ』の契約も交わしたことが報じられた。また後日、マーベルは『アベンジャーズ』の公開日を予定していた2011年7月から1年後の2012年5月4日に確定したと発表した。6月、マーベルの社長のケヴィン・ファイギはソー役のクリス・ヘムズワースとロキ役のトム・ヒドルストンの『アベンジャーズ』出演を認めた。
2010年8月、ケヴィン・ファイギは、より多くのキャラクターが『アベンジャーズ』に登場し、ハルクが重要となると述べた。9月、エドワード・ノートンはハルク役で『アベンジャーズ』に出演する意思があると述べた。翌月、製作総指揮のジョン・ファヴローが「最新のハイテクを駆使したヒーローであるアイアンマンに深くかかわり過ぎてしまい、魔法や神話など超自然的な側面を持つマイティ・ソーが登場する『アベンジャーズ』にかかわることは困難」と話し、監督を兼任しないことが明らかとなった。
2010年1月、ケヴィン・ファイギはハイテク・サイエンス・フィクションである『アイアンマン』と『アベンジャーズ』にファンタジーの『マイティ・ソー』を融合させるのは難しいのではないかと尋ねられ、「ノー」と応えている。3月、ザック・ペンがスクリプトの第一草稿を終え、マーベルの編集長のジョー・ケサダとコミックの『アベンジャーズ』のライターであるブライアン・マイケル・ベンディスがコピーを得たと報じられた。また同月、クリス・エヴァンスがキャプテン・アメリカ役で『アベンジャーズ』にも出演することが決まった。2010年4月1日、エイプリル・フールではあるが、ジョス・ウェドンが『アベンジャーズ』の監督の有力候補となっていると報じられた。その後日、『バラエティ』誌は、ウェドンが監督し、ペンの脚本の手直しするための交渉が完了間近であると報じた。
ウェドンは本作のストーリーを考える際、登場人物のエモーショナルな側面にスポットを当てることでその世界観がわからずとも楽しめる作品を目指した。この点については1987年の映画『ウォール街』を参考にしており、ウェドンは「『ウォール街』は金融の専門用語が飛び交う内容だが、私はこの作品を楽しむことが出来た」と語っている。

### プリプロダクション

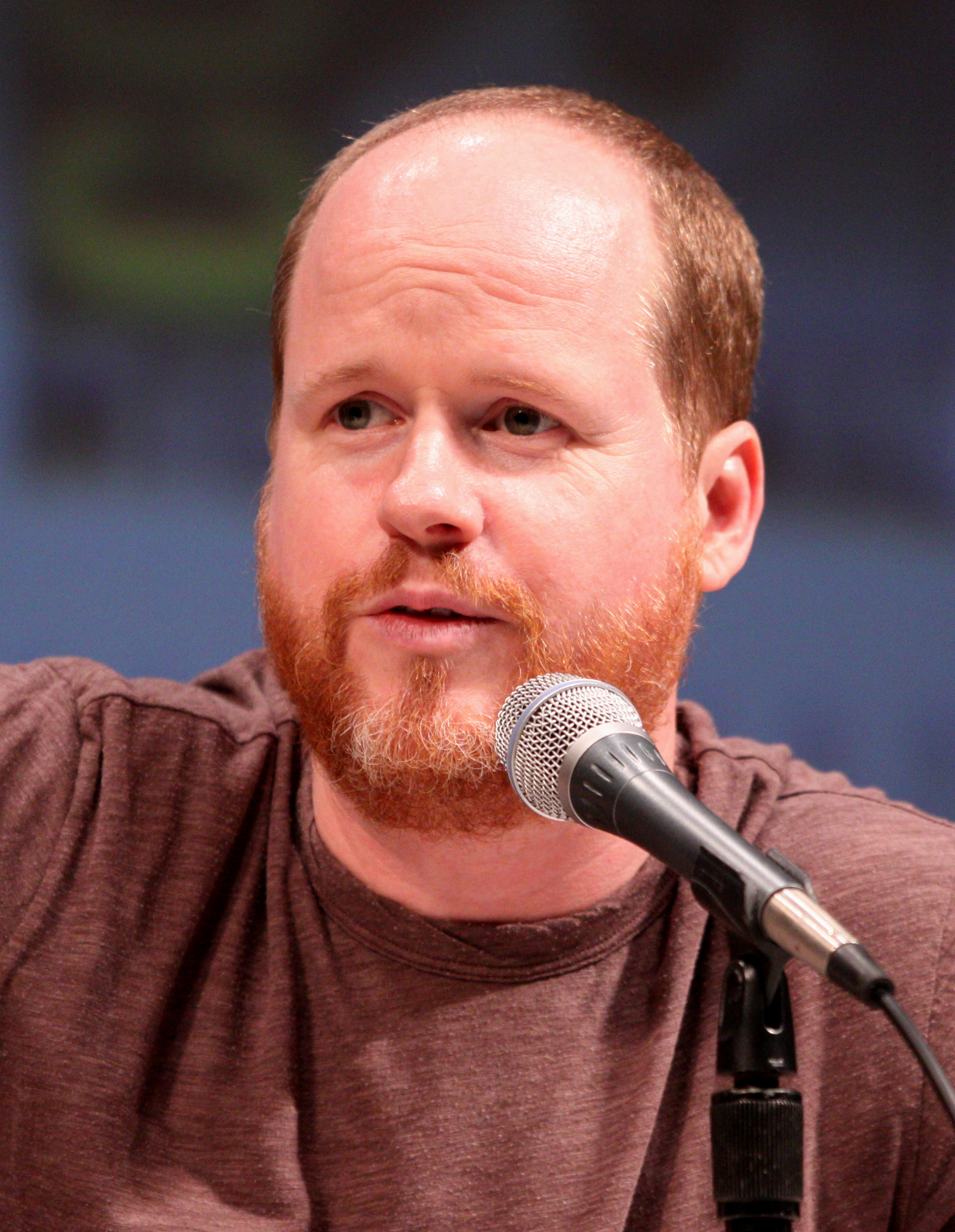
2010年のコミコン・インターナショナルでのジョス・ウェドン監督。

2010年のウィザード・ワールド大会で『アベンジャーズ』の作者のスタン・リーとマーベル・スタジオCEOのアヴィ・アラドは、ジョス・ウェドンの関与を認めた。アラドは「私の個人的な見解では、ジョスは素晴らしい仕事をするだろう」とこの決定を賞賛した。
2010年6月、ジェレミー・レナーにホークアイを演じさせるために最終交渉中であると報じられた。
2010年7月、『HitFix』は本作でブルース・バナーを演じるのはエドワード・ノートンではなく、新たなキャストになると報じた。後日ケヴィン・ファイギが語ったところによると、ノートンの降板は金銭的な問題ではないとのことで、他のキャストと協調性や創造力を発揮できる新たな俳優を探すという。ノートンのエージェントのブライアン・ソードストームはフェイグの声明を「故意に紛らわしい」とし、「ネガティヴな光で我々のクライアントを塗る不適当な試み」と述べた。
ジョス・ウェドンは2010年のコミコン・インターナショナルで『アベンジャーズ』の監督に就任したことを表明し、アウトラインを執筆していると発言した。ウェドンはさらにジェレミー・レナーがホークアイ役に決まったことを認めた。また大会中、マーク・ラファロがブルース・バナーを演じることが報じられた。大会のマーベル・スタジオのパネルではクラーク・グレッグがS.H.I.E.L.D.エージェントのフィル・コールソン役で再出演することが判明した。
2010年8月、パラマウントとマーベルが翌年2月撮影開始を計画していると報じられた。また、3Dで撮られることが報じられたが、後にマーク・ラファロがそうはならなかったと述べた。
2010年10月、マーベルはニューヨークベスページのグラマン・スタジオ及びブルックリンシュタイナー・スタジオで撮影するだろうと報じられた。セットの建設は11月開始が予定され、グラマン・スタジオの社長のパルヴィズ・ファラーザドは製作で何カ月の施設使用が予想されると述べた。さらに同月、ウォルト・ディズニー・カンパニーは『アイアンマン3』と『アベンジャーズ』の世界配給権をパラマウント映画から1億1500万ドルで買い取った。
2010年12月、ニューメキシコ州知事のビル・リチャードソンとマーベルの社長は、主要撮影は2011年4月から9月までにアルバカーキで行われる予定であると表明した。他にニューヨークやミシガン州で一部が撮影される予定である。
2011年1月、以前の報道に反してドン・チードルは『アベンジャーズ』に出演しないことが本人のインタビューで判明した。
2011年2月、マーベルはサミュエル・L・ジャクソン演じるニック・フューリーのサイドキックとなるS.H.I.E.L.D.の重要人物役のスクリーンテストを行い始めたと説明した。4日後、コビー・スマルダーズがその役での契約を終えたと報じられた。
2011年3月、ステラン・スカルスガルドが『マイティ・ソー』と同じくセルヴィグ役で出演することが判明した。またオハイオ州知事のジョン・ケーシックは、クリーブランドで『アベンジャーズ』が撮影されると発表した。

### 撮影
主要撮影は2011年4月25日にニューメキシコ州アルバカーキで開始され、他にオハイオ州クリーブランドやニューヨークでの実施が計画された。翌日、ポール・ベタニーがトニー・スタークのコンピュータ・アシスタントであるJARVIS役を続投することが確認された。2011年5月、グウィネス・パルトローはペッパー・ポッツ役で非常に簡単に登場する可能性があると語った。また同月、スタン・リーは、「月で撮影」でもしない限り自分はカメオ出演するだろうとTwitter上で述べた。6月、スタントマンを務めていたジェレミー・フィッツジェラルドが頭部を負傷する事故が発生した。2011年7月、ペンシルベニア州ピッツバーグ郊外で第2班が約1時間に及ぶ撮影を行ったと報じられた。
2011年8月、製作はオハイオ州クリーブランドに4週間移った。撮影が行われた東9番通りは、映画のクライマックスの舞台であるニューヨークの42丁目 (マンハッタン)のダブルとして使われた。オハイオ州コロンバスを拠点とする第三百九十一憲兵大隊の陸軍予備軍は、クリーブランドの戦闘シーンの背景アクションを提供した。マイケル・T・ランディス軍曹は、実際の兵士の使うことでシーンをよりリアルにしたと述べた。 撮影は他にオハイオ州サンダスキーのNASAプラム・ブルック・ステーションに在る巨大真空チャンバーでも行われた。ステーションの宇宙発電施設は、S.H.I.E.L.D.の研究施設を描くために使用された。クリーブランドで始まった戦闘シークエンスの一部として、オハイオ州パルマのシボレー・パワートレイン・プラントで爆発が撮られた。他にパブリック・スクエアとデトロイト・スペリオル橋でも撮影された。パブリック・スクエアの南西四半部は、ドイツのシュトゥットガルトとして撮られた。
2011年9月、2日間に渡る撮影のためにニューヨーク市に移った。撮影はパーク街とセントラル・パークで行われた。

### ポストプロダクション
2011年12月、ディズニーは映画を3Dに変換すると発表した。
2012年1月、『アベンジャーズ』はIMAX 3Dにデジタル・リマスタリングされ、IMAX劇場と従来の劇場で同日に封切られることが報じられた。マーベル作品のIMAX公開は『アイアンマン2』、『マイティ・ソー』に続いて3作目である。
ワールド・プレミアの翌日の2012年4月、アベンジャーズ一同がシャワルマを食べる場面が追加撮影された。
以前にアン・リー版の『ハルク』も担当していたインダストリアル・ライト&マジック（ILM）は『アベンジャーズ』のハルクのアニメーションを手掛けた。同社の視覚効果スーパーバイザーのジェフ・ホワイトは、「我々は過去10年間で開発したすべてのものを利用してかなり壮大なハルクを仕上げたかった。大きな設計上の決定の一つは、彼の表情にマーク・ラファロを組み込むことであった。したがってハルクの多くは、ラファロと、モーション・キャプチャだけに留まらない彼の全ての演技、目、歯、舌に基づいている」と語った。『アイアンマン』でも視覚効果を担当した、ILMの山口圭二は本作にも参加しており、主にロバート・ダウニー・Jr（アイアンマン）がパワードスーツを着脱するシーンを担当した。
WETAデジタルは、山頂でのソーとの戦いのシーンなどのためにアイアンマンのCGモデルをILMから引き継いだ。WETAの視覚効果スーパーバイザーのガイ・ウィリアムズは「我々はILMとの間で情報資産をやり取りしているが、我々の作業の流れは独特であり、それに他の情報資産を組み込むことは難しい。しかし、今回我々は彼らのモデルを使うことになり、テクスチャマップの方法が異なるため、テクスチャ空間をやり直さなければならなかった」と語った。
クロージング・クレジットは、ロサンゼルスのメソッド・デザインが作成した。

## 音楽
2011年11月、マーベルは『キャプテン・アメリカ/ザ・ファースト・アベンジャー』でも映画音楽を手掛けたアラン・シルヴェストリを『アベンジャーズ』でも起用すると発表した。シルヴェストリはロンドンのアビー・ロード・スタジオでロンドン交響楽団と共に作業を進めた。
2012年3月、アメリカのオルタナティヴ・ロックバンドのサウンドガーデンが「リヴ・トゥ・ライズ」という曲を本作のサウンドトラックに提供することが発表された。この曲はサウンドガーデンの再結成後 初公開の曲であり、15年振りの新曲である。さらにインドのロックバンドのAgneeが、インドでの公開時に使われるテーマ曲 "Hello Andheron" のミュージックビデオを公開した。スコア盤とサウンドトラック盤は2012年5月1日に同時発売された。
アイアンマン登場シーンでは『アイアンマン2』でも使用されたAC/DCの「スリルに一撃」が使われている。
予告編ではナイン・インチ・ネイルズの「ウィ・アー・イン・ディス・トゥゲザー」が使用された。

## マーケティング

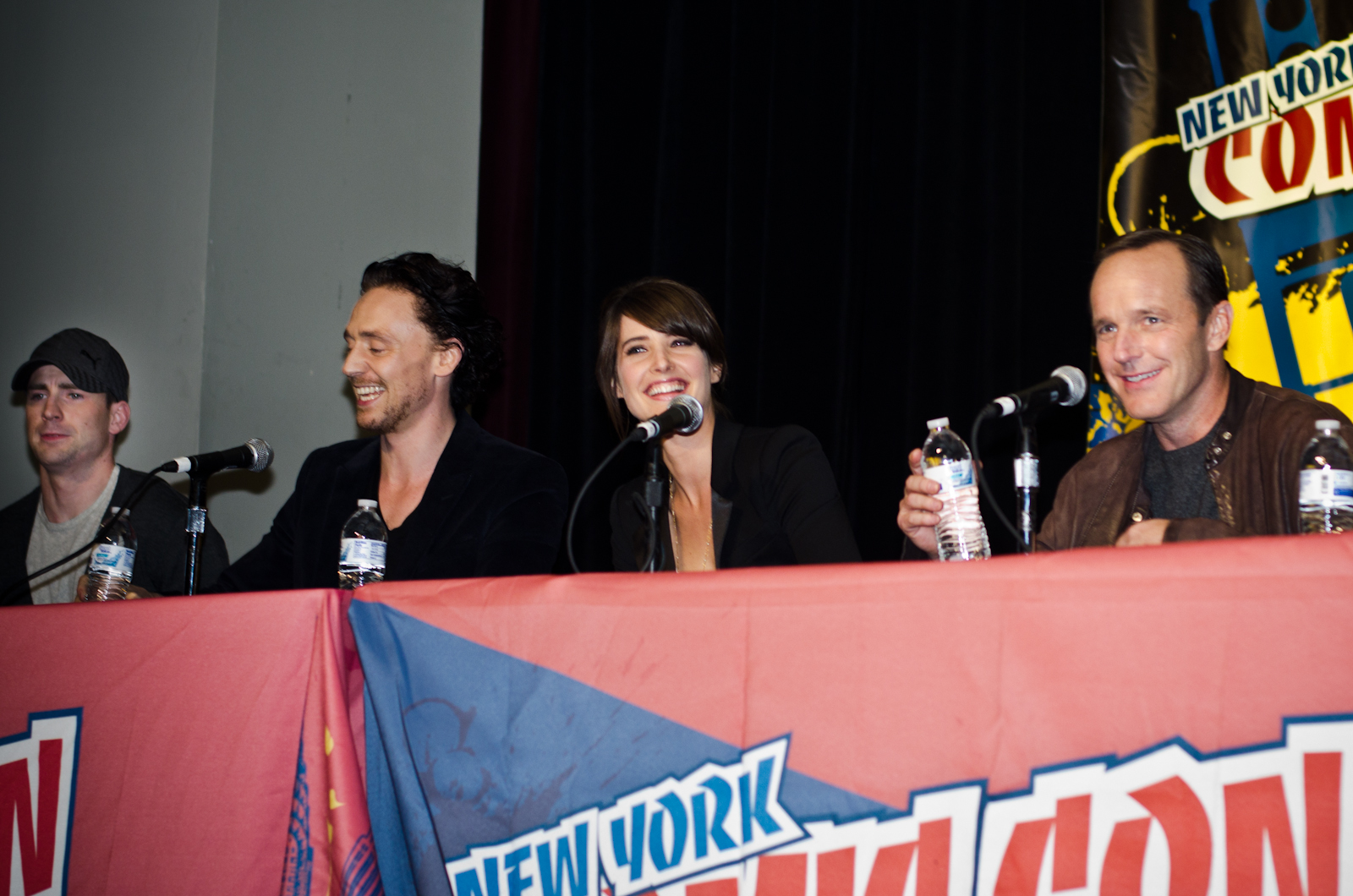
2011年のニューヨーク・コミコン（New York Comic Con）で映画の宣伝をするクリス・エヴァンス、トム・ヒドルストン、コビー・スマルダーズとクラーク・グレッグ

2010年のコミコン・インターナショナルでキャスト紹介の後にサミュエル・L・ジャクソンのナレーションによるティーザー予告が上映された。2011年6月、マーベル・スタジオは、映画製作中であり、ファンの期待を裏切れないとして、2011年のコミコン・インターナショナルには参加しないと表明した。同年翌月、『キャプテン・アメリカ/ザ・ファースト・アベンジャー』の本編終了後のクレジットの後に挿入されるはずであったシーンがティーザー広告として一時的にインターネットに流出した。『エンターテイメント・ウィークリー』によると、試写会を携帯電話で撮影したかのような低画質のものであったという。
2011年8月、ウォルト・ディズニー・ピクチャーズ、ピクサー・アニメーション・スタジオとマーベル・スタジオは、カリフォルニア州アナハイムで開催されるD23エキスポ（en:Disney D23）で、『アベンジャーズ』を含めた新作映画が体験できる展示を行った。この展示には、映画の一部上映や出演者の登場などが含まれていた。8月後半、ディズニーはマーケティングからマーベルの広告担当者をはずし、マーケティングは自分たちで行うようになった。
2011年10月、マーベル・スタジオはニューヨーク・コミコン（英語: New York Comic Con）で展示を行い、未公開シーンの上映やプロデューサー、ケヴィン・ファイギや出演者によるパネル・ディスカッションを行った。同月、最初の予告編が公開され、『コミック・ブック・リソーシーズ』（en:Comic Book Resources）は、二分間では映画の雰囲気はすべて伝わらないが、ファンにとっては堪らないシーンも多数あると評した。一方、『ハリウッド・リポーター』は、かっこいいがどのシーンもすでに見たことのあるようなのばかりだと評した。iTunes映画予告編で限定公開された予告編は、公開から24時間以内に1,000万回以上ダウンロードされるという、新記録を樹立した。後にこの記録は、ダウンロード1,250万回以上を記録した『ダークナイト ライジング』によって抜かれた。2012年2月、iTunesで新たな長編予告編が公開されると、24時間以内にダウンロード回数は1,370万回以上に達し、記録を抜き返した。劇場版予告編は、『ミッション:インポッシブル/ゴースト・プロトコル』、『21ジャンプストリート』、『ハンガー・ゲーム』などの多数の映画で上映された。
2012年1月、マーベル・スタジオは、ツイッターを使ったチャットを世界規模で行った。この30分間のライブ・イベントでは、監督兼脚本のジョス・ウェドン、出演のサミュエル・L・ジャクソン、トム・ヒドルストン、クラーク・グレッグや2月のスーパーボウルで放映予定の30秒コマーシャルのうち10秒分などが登場した。『ロサンジェルス・タイムズ』によると、ディズニーはこの30秒枠に推定400万ドルを支払ったという。5月1日、劇場公開を記念して、マーベル・スタジオ関係者とトム・ヒドルストンとクラーク・グレッグは、ニューヨーク証券取引所で取引開始を告げる鐘を鳴らした。

### タイアップ商品
2011年12月、アキュラがトニー・スタークが乗るオープンカーとして、かつて発売していたホンダ・NSXの後継とされるコンセプトカーを登場させる予定が報じられた。
トニー・スタークがアイアンマンに変身する際の劇中の変身アイテムとして、大阪の健康器具販売会社のブレスレット型磁気健康器具が採用された。

## 封切り

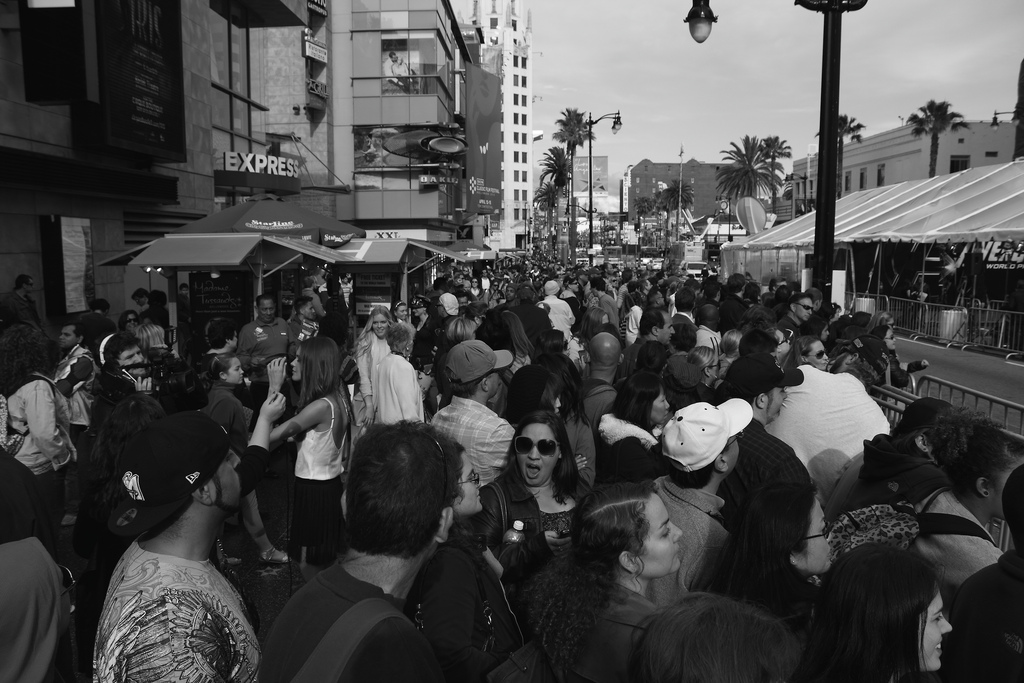
ワールド・プレミアが行われたカリフォルニア州ハリウッドのエル・キャピタン劇場に集まったファンたち。

2012年2月、ディズニーは『おしゃれ(秘)探偵』を原作とした1998年の映画『アベンジャーズ』との混同を避けるためにイギリスでのタイトル変更を発表した。『エンパイア』誌は『Marvel Avengers Assemble』であると報じ、『ハリウッド・リポーター』は単に『Avengers Assemble』と呼んだ。マーベルのイギリスのウェブサイトでは『Marvel's Avengers Assemble』となっており、『ガーディアン』のデヴィッド・コックスは史上最悪のタイトルの一つであると評した。全英映像等級審査機構とIrish Film Classification Officeによるとタイトルは『Marvel Avengers Assemble』である。
ワールド・プレミアは2012年4月11日にカリフォルニア州ハリウッドのエル・キャピタン劇場で行われた。2012年4月28日、第11回トライベッカ映画祭の閉幕作品として上映された。
日本では、公開が待てないファンの声を受けて、一般公開は3日間前倒しされて8月14日となり、東京六本木ヒルズで開催されたジャパンプレミアと封切り日が重なった。日本での公開が世界で最後になったのは、配給会社ウォルト・ディズニー・ジャパンの宣伝戦略であるという。公開に先立ち、日本でのキャッチコピーである「日本よ、これが映画だ。」とともに7人のヒーローが描かれた絵看板が「現代の名工」の一人、紀平昌伸により製作され、名古屋市の映画館に掲げられた。

### ソフト化
ブルーレイ、ブルーレイ3D、DVDとデジタルコピーは、ウォルト・ディズニー・スタジオから、もっとも早い地域で2012年8月29日、米国では2012年9月25日、日本では2012年12月19日に発売された。プロデューサーのケヴィン・ファイギによると、ブルーレイには『アイテム47』というマーベル・ワンショット作品が入っているほか、未公開シーンが多数含まれているという。
また、本作品はMarvel Cinematic Universe: Phase One – Avengers Assembledと題された、マーベル・シネマティック・ユニバースの「フェーズ・ワン」作品を全て集めた10枚組みセットにも含まれる予定である。このセットはブルーレイと同時発売の予定であったが、ディスクを収納するスーツケースにまつわる訴訟が起きたため、2013年第一四半期まで発売が延期された。
英国では、ジョス・ウェドンの音声解説が取り除かれたこととフィル・コールソンが殺害されるシーンが劇場版から変更されたことに対して、一部のファンから批判が出た。ディズニーの英国支社によると、ロキとコールソンが対峙するシーンをより暴力的な表現でないようにしたのは、暴力描写に関する規定は各国で異なり、英国版では別の地域で用いられたシーンを使用したからであるという。
日本版においては吹き替え版に、いわゆる“芸能人（タレント）吹き替え”を採用している。主要キャストに竹中直人、宮迫博之、米倉涼子の3人が起用されたが、Blu-ray・DVDの予約が開始されると同時に、Amazon.co.jpのレビューには、「話題性重視の安易な人選である」と吹替えに起用された3人への批判や、彼らの起用を決めた関係者への不満が殺到した。これはそれまでのマーベル・シネマティック・ユニバースシリーズ作品で彼らの役を担当していた声優の手塚秀彰（前作の映像ソフトに収録されている本作の予告編でのみ担当）、阪口周平、佐古真弓を降板させており、それら3人の声優による新録、差し替え版が制作されず、劇場公開版の吹き替えのみが収録された事も影響している。しかし、Disney+にて配信のインターネットテレビドラマシリーズを除いてディズニーは吹き替え版の声優を続編などでも基本的に続投させているため、2021年の『ブラック・ウィドウ』で宮迫が諸事情により降板（但し後任は阪口ではなく東地宏樹）するまでマーベル・シネマティック・ユニバース関連作品では媒体を問わず一度起用された芸能人の出演が続いていた。また、本作発売後にディズニーは映像ソフトを自社独自の「MovieNEX」として販売開始したため、本作の廉価版は発売されなかったが、続編の公開に合わせる形で「ブルーレイ+DVDセット」とほぼ同仕様でMovieNEXとして再発売された。
ニールセンの調査によると、米国では発売第1週目でメディア全体の売り上げで第1位となり、総売り上げの72%を占めたブルーレイも第1位となり、DVDとブルーレイが同時発売された新作作品の新記録となった。総売上の23%を占めたのはさらに高額なブルーレイ3D入りのセットである。オリコン週間BDランキングによると、日本では発売第1週目でブルーレイとDVDの2枚組みセットが5.2万枚を売り上げ総合第1位となったほか、デジタルコピー付の3枚組みは3.6万枚で総合第5位、ブルーレイ3Dが入っている4枚組みは総合第8位となり、全3セットが10位以内に入った。
ホームメディア発売開始から14週目には、売り上げは2億240万ドルとなり、総興行収入は17億1,415万7,910ドルに達した。

## 地上波テレビ放送
| 回数 | テレビ局   | 番組名（放送枠名） | 放送日        | 放送時間       | 放送分数 | 視聴率 | 備考                                                                              |
| ---- | ---------- | ------------------ | ------------- | -------------- | -------- | ------ | --------------------------------------------------------------------------------- |
| 1    | 日本テレビ | 金曜ロードSHOW!    | 2015年6月26日 | 21:00 - 22:54  | 114分    | 9.4%   |                                                                                   |
| 2    | テレビ朝日 | （枠名なし）       | 2019年4月27日 | 22:15 - 翌0:20 | 125分    | 6.0%   | 22:10 - 22:15に事前枠『このあと映画・アベンジャーズ』も別途放送（一部地域除く）。 |

- 視聴率はビデオリサーチ調べ、関東地区・世帯・リアルタイム。

## 評価

### 批評家の反応
アベンジャーズは、批評家から主に肯定的な評価を受けた。レビュー集約サイトのRotten Tomatoesでは158件で93%の支持を集め、平均点は8/10となった。CinemaScoreによる観客調査ではA+評定となった。有力媒体のレビューから得た評価を数値化し、加重平均値を出すMetacriticでは、43件のレビューで69/100を記録した。

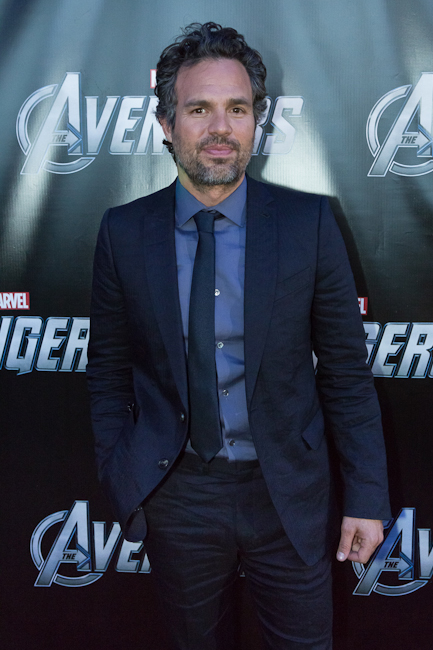
ブルース・バナーの演技が評価されたマーク・ラファロ（トロント・プレミアにて）。

『ハリウッド・リポーター』のトム・マッカーシーは肯定的な評価を与え、「それは騒々しく、世界を守る物語は誰でも再三再四見たものであり、そしてキャラクターは半世紀以上にわたって500冊のコミックに登場している。しかし、どんなによく知っていても結果としてできる料理がいつも絶品であるように、ウェドンと彼の仲間はなんとかすべての個性と成分をかき回すことができた」と書いた。『ハフィントン・ポスト』のコラムニストのザキ・ハサンは、『アベンジャーズ』は『スーパーマン』（1978年）以来最高のスーパーヒーロー映画であると断言した。『ロサンゼルス・タイムズ』のケネス・トゥランは『アベンジャーズ』の熱狂的なペースを賞賛し、『シカゴ・サンタイムズ』のロジャー・イーバートは「ファンに希望するものを正しく提供している」とコメントした。一方で『ニューヨーク・タイムズ』のA・O・スコットは批判的で、「落胆させられる」と評した。
キャストの中では、特にブルース・バナー（ハルク）役のマーク・ラファロの演技が高く評価された。ジョー・ノイマイアーは、ラファロの演技が他のキャストよりも優れているとした。『ザ・ニューヨーカー』のアンソニー・レーンは、ラファロの演技はダウニーと並んで映画のハイライトであると評した。『The Village Voice』のカリーナ・ロングワースは、「ラファロはハルク神話をうまくリフレッシュしている。そしてチームの華やかな面子と対照的に、魅力的に内気なオタクで天才のバナーを演じている」と評した。トゥランは同キャラクターを演じることにおいてラファロは前任者（エドワード・ノートンとエリック・バナ）を超えたと考えた。

### 興行収入
公開前の観客調査によると、男性層の関心が非常に高く、女性層も強いことが示された。 事前のオンライン・チケットは完売し、北アメリカでの公開3日間で1億2500万ドル以上を売り上げることが示唆された。さらに追加チケットにより1億5000万ドルを超え、『アベンジャーズ』の初週末成績は2012年の『ハンガー・ゲーム』（1億5250万ドル）、2008年の『ダークナイト』（1億5840万ドル）、2011年の『ハリー・ポッターと死の秘宝 PART2』（1億6900万ドル）に匹敵すると見られた。MovieTickets.comによると、公開前1週間における北米でのチケット・プリセールスは、『キャプテン・アメリカ/ザ・ファースト・アベンジャー』、『アイアンマン』、『アイアンマン2』、『マイティ・ソー』のそれを合計したものを上回った。
全世界
『アベンジャーズ』の興行収入は北アメリカで6億2336万ドル、全世界で15億1956万ドルに達した。これは当時、歴代作品で『アバター』と『タイタニック』に次ぐ3番目の記録であり、2012年の映画では最高であった。世界での公開時成績は3億9250万ドルであり、歴代3位（当時）の記録である。公開から12日目で製作費の2億2000万ドルを回収し、19日目で世界興行収入10億ドル超えの作品の一つとなった。
北アメリカ以外
2012年5月13日時点で北米外では約6億2890万ドルを売り上げている。これは歴代のスーパーヒーロー映画の興行収入では最高である。2012年4月25日水曜日に北米外10カ国での興行が始まり、1710万ドルを売り上げた。4月26日と27日にはさらに29カ国で公開され、それまでの3日間の興行収入は7310万ドルに達した。4月29日日曜日までに39カ国での公開初週末興行収入は1億8510万ドルに達した。北米外では3週連続で週末興行収入1位となった。ニュージーランドとマレーシアとアイスランドでは初日、フィリピンでは単日、シンガポールとタイでは初日と単日成績の新記録を築き上げた。オーストラリア（620万ドル）、メキシコ、フィリピン、ベトナムでの初日成績は『ハリー・ポッターと死の秘宝 PART2』に次いで歴代2位となった。メキシコ、ブラジル、アルゼンチン、エクアドル、ペルー、中央アメリカ、ボリビア、台湾、フィリピン、香港、アラブ首長国連邦などでは初週末興行収入の新記録を築き上げた。オーストラリアでの公開5日間で史上2位の2020万ドルを売り上げた。イギリス、アイルランド、マルタでは公開初日に250万ポンド（約410万ドル）、初週末にはスーパーヒーロー映画史上最高となる1580万ポンド（2570万ドル）を売り上げた。
北アメリカ
北アメリカでは2012年5月4日の公開初日に8080万ドルを売り上げ、『ハリー・ポッターと死の秘宝 PART2』に次いで歴代2位となる公開初日、単日記録を築いた。金曜の深夜上映ではスーパー映画史上最高となる1870万ドルを売り上げた。深夜上映抜きでは、単日では歴代最高額（6180万ドル）を売り上げた。土曜日（6960万ドル）と日曜日（5710万ドル）では史上最高記録となった。初週末3日間では全体で2億704万ドル、IMAX劇場で1530万ドルを売り上げて『ハリー・ポッターと死の秘宝 PART2』を抜いて最高記録となった。他の新記録としては、拡大公開作品の1劇場あたりの平均興行収入（4万7698万ドル/1劇場）、最速での1億ドル到達（2日間）、1500万ドル（2日間）、2億ドル到達（3日間）である。公開初週末の客層は、25歳以上とそれ未満で半々であり、60%が男性、55%がカップル、24%がファミリー、21%がティーンであった。第2週目末の興行収入は約50%落とした1億320万ドルであったが、これは『アバター』（7560万ドル）を超えて歴代最高額である。
更新した記録
2012年5月13日時点での北米の興行記録である。
| 興行収入記録                                         | 記録詳細             | 前記録                                                                            | 出典            |
| ---------------------------------------------------- | -------------------- | --------------------------------------------------------------------------------- | --------------- |
| 公開初週末                                           | $207,438,708         | 『ハリー・ポッターと死の秘宝 PART2』（2011年、1億6920万ドル）                     |                 |
| 公開2週目末                                          | $103,163,000         | 『アバター』（2009年、7560万ドル）                                                |                 |
| 夏期の公開初週末                                     | $207,438,708         | 『ハリー・ポッターと死の秘宝 PART2』（2011年、1億6920万ドル）                     |                 |
| 公開初週末（インフレーション調整）                   | 2億740万ドル         | 『ダークナイト』（2008年、1億7470万ドル）                                         | [ 185 ]         |
| 1劇場当たり平均（拡大公開作品）                      | $47,698              | 『ハンナ・モンタナ ザ・コンサート 3D』（2008年、$45,561）                         | [ 186 ]         |
| 公開初週末（3D劇場のみ）                             | 1億800万ドル         | 『アリス・イン・ワンダーランド』（2010年、8150万ドル）                            | [ 176 ] [ 187 ] |
| 公開初週末（IMAX劇場のみ）                           | 1530万ドル           | 『ハリー・ポッターと死の秘宝 PART2』（2011年、1520万ドル）                        | [ 177 ]         |
| 公開7日間                                            | $270,019,373         | 『ダークナイト』（2008年、$238,615,211）                                          | [ 188 ]         |
| 1億ドル*、1億5000万ドル到達日数                      | 2日*                 | 『ハリー・ポッターと死の秘宝 PART2』（2011年、2日*、3 日）                        | [ 188 ]         |
| 2億ドル、2億5000万、3億ドル**、3億5000万ドル到達日数 | 3日、6日、10日、10日 | 『ダークナイト』（2008年、5日、8日、10日**、14日）                                | [ 188 ]         |
| 世界興行収入10億ドル到達日数                         | 19日                 | 『ハリー・ポッターと死の秘宝 PART2』（2011年、19日） 『アバター』（2009年、19日） | [ 157 ]         |

^* 2日間で1億ドルに達した作品は8本あるが、『アベンジャーズ』はその額が最も高く、2位の『死の秘宝 PART2』を1700万ドル上回っている。
^** 『ダークナイト』も10日間で3億ドルを突破したが、『アベンジャーズ』は10日目の終わりまでにさらに6000万ドル近くを売り上げて3億5000万ドルも突破した。

## コンピュータゲーム
映画と同時でコンピュータゲームの発売が計画されていた。ゲームはXbox 360、PlayStation 3、Wii U、Microsoft Windows対応のファーストパーソン・シューティング・ベルトスクロールアクションであり、THQが販売し、THQ Studio Australiaがコンソール版、Blue Tongue Entertainmentが PC版を開発していた。THQが両スタジオを閉鎖した後、ゲームの企画は中止となった。『アベンジャーズ』のゲームの権利はマーベルに戻った。

## 続編
2011年10月、プロデューサーのケヴィン・ファイギはニューヨーク・コミコンにて、「『アイアンマン3』はサーガの第2段階の最初で、『アベンジャーズ2』で完成する」と述べた。2012年5月、ディズニーCEOのボブ・アイガーは続編の企画に入っていると発表した。